# Tritium
Tritium (symbool T of 3H) is een isotoop van waterstof met in de atoomkern een proton en twee neutronen, in plaats van alleen maar een proton (bij protium). De atoommassa bedraagt 3,016 u. Tritium is bij standaardtemperatuur en -druk een gas, net als "gewone" waterstof, protium.
Tritium is radioactief (vervalt door bètaverval tot helium-3) met een halveringstijd van ongeveer 12,26 jaar. De laag-energetische elektronen (bètastralen) van tritium dringen niet door de menselijke huid heen. Het is alleen gevaarlijk als het in grote hoeveelheden wordt opgenomen. De lage energie van de straling maakt het ook moeilijk deze te detecteren.

## Verval
Voor tritium zijn verschillende experimentele waarden voor de halveringstijd in omloop. Het Amerikaanse National Institute of Standards and Technology (NIST) stelt dat deze (4500 ± 8) dagen (ongeveer 12,32 jaar) bedraagt. Tritium vervalt tot helium-3 via de kernreactie:
{\displaystyle {\ce {{^{3}_{1}H}->{^{3}_{2}He}+{e^{-}}+{\bar {\nu }}_{e}}}}
De vervalenergie bedraagt 18,6 keV. Het elektron heeft een gemiddelde kinetische energie van 5,7 keV. Het haast niet detecteerbare elektron-antineutrino gaat er vandoor met de resterende energie. De geringe energie van de bètastraling wordt toegepast met gelabelde verbindingen bij liquid scintillation counting.

## Productie
Tritium ontstaat in de natuur door de interactie van energierijke neutronen in kosmische straling met stikstof in de atmosfeer.
{\displaystyle {\ce {^{14}_7N + ^1_0n -> ^{12}_6C + ^3_1T}}}
Het ontstaat in kernreactoren met zwaar water zoals de CANDU-reactor: 2,5 kg/a in Ontario Power Generation.
{\displaystyle {\ce {^2_1D + ^3_1T}}}
Het ontstaat ook in kernreactoren als 6Li-kernen aan een neutronenbron worden blootgesteld. Dit gebeurt bijvoorbeeld als lithium aan het koelwater wordt toegevoegd om de pH te regelen. Voor productie van tritium voor gebruik in waterstofbommen worden staven met lithium in een kernreactor ingebracht, bijvoorbeeld in Savannah River Site.
{\displaystyle {\ce {^6_3Li + ^1_0n -> ^4_2He + ^3_1T}}}
Het tritium vervalt zoals hoger gesteld tot helium-3. Dit helium-3 vormt echter bij bestraling met neutronen nieuw tritium:
{\displaystyle {\ce {^3_2He + ^1_0n -> ^1_1H + ^3_1T}}}
Bij de kernramp van Fukushima is 2,45 g tritium vrijgekomen.

## Chemische eigenschappen
De chemische eigenschappen van tritium zijn nagenoeg gelijk aan die van waterstof. Door de, ten opzichte van waterstof, driemaal zo grote atoommassa zijn de fysische eigenschappen van veel tritiumverbindingen echter meetbaar verschillend.

## Toepassingen

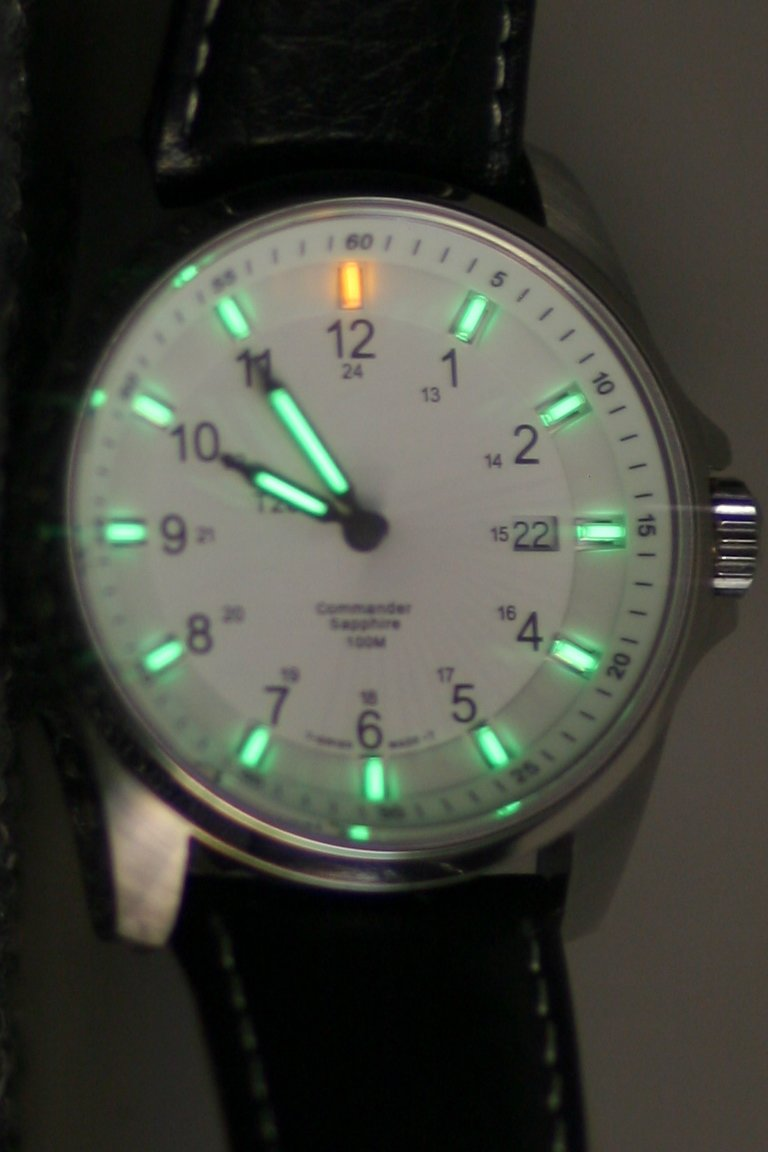
Uurwerk met tritiumverlichting

Het wordt wel gebruikt in waterstofbommen en in experimentele installaties voor kernfusie omdat het relatief makkelijk kernfusie ondergaat. Het vindt ook toepassing in lichtgevende stoffen (bijvoorbeeld horlogewijzers en vluchtwegsignalering), waarbij natuurlijk de stralingshygiëne bepaalde eisen aan de verwerkingstechniek stelt.
Toepassingen zijn verder veelal in militair materiaal. Dit vooral als lichtbron voor het richten van wapens, tactical devices, in militaire horloges (zoals Traser en Luminox) en tegenwoordig ook in sleutelhangers, lichtgevende buisjes (bètalights) en zaklampjes zonder batterij.
Meting van tritium wordt ook gebruikt om de ouderdom van magma, de ouderdom van wijn en de waterinhoud van het menselijk lichaam te meten.

### Kernfusie
Met deuterium kan tritium versmelten tot helium-4, waarbij een neutron en energie (17,6 MeV) vrijkomt:
{\displaystyle {\ce {^2_1D + ^3_1T -> ^4_2He + ^1_0n}}}
Deze reactie kan in theorie benut worden voor energieopwekking in fusie-reactoren.

## Geschiedenis
Ernest Rutherford maakte samen met Mark Oliphant en Paul Harteck in 1934 voor het eerst tritium door twee deuterium-kernen op elkaar te doen botsen.
{\displaystyle {\ce {2^2_1D -> ^3_1T + ^1_1H}}}
Tegelijk vormde de concurrerende reactie helium-3
{\displaystyle {\ce {2^2_1D -> ^3_2He + ^1_0n}}}
Rutherford kon het tritium niet volledig scheiden van het deuterium. Luis Alvarez slaagde daar in 1937 wel in door gebruik van een cyclotron. Alvarez leidde ook af dat tritium radioactief moest zijn en 32He niet, wat juist bleek.
Willard Libby ontdekte dat tritium kon worden gebruikt om de ouderdom van waterlagen vast te stellen, wat bijvoorbeeld toepassingen heeft bij wijnjaren en grondwatermonsters. De techniek is analoog aan koolstofdatering. Atmosferische kernproeven veroorzaakten in de jaren '60 van de 20e eeuw een duidelijke piek in de hoeveelheid tritium in de atmosfeer.

## Wettelijk toegestane activiteit in drinkwater
De wettelijke regels voor toegestane concentraties van tritium in drinkwater wisselen.
- World Health Organization: 10000 Bq/l
- Canada: 7000 Bq/l
- Verenigde Staten: 740 Bq/l (Safe Drinking Water Act), afgeleid van een toegestane dosis van 40 microsievert per jaar
- Europese Unie: onderzoekslimiet van 100 Bq/l